# AmBev
La AmBev è il più grande produttore di birra del Sudamerica, facente parte del gruppo Anheuser-Busch InBev.

## Storia
L'azienda venne fondata il 1º luglio 1999 con la fusione delle due aziende Companhia Antarctica Paulista e Brahma.
Nel 2004 la compagnia è stata acquistata dalla belga InBev (poi a sua volta confluita nella Anheuser-Busch InBev). Attualmente l'azienda opera in 14 paesi del sudamerica e produce marchi tra cui anche Stella Artois.
Oltre la birra l'azienda è il più grande imbottigliatore di Pepsi al di fuori degli USA, vende in Sudamerica anche altri prodotti come Lipton Ice Tea e Gatorade.